# Pelmatosilpha inaudita
Pelmatosilpha inaudita är en kackerlacksart som beskrevs av Rocha e Silva och Gurney 1963. Pelmatosilpha inaudita ingår i släktet Pelmatosilpha och familjen storkackerlackor. Inga underarter finns listade i Catalogue of Life.